# Tempio di Venere Ericina (Erice)

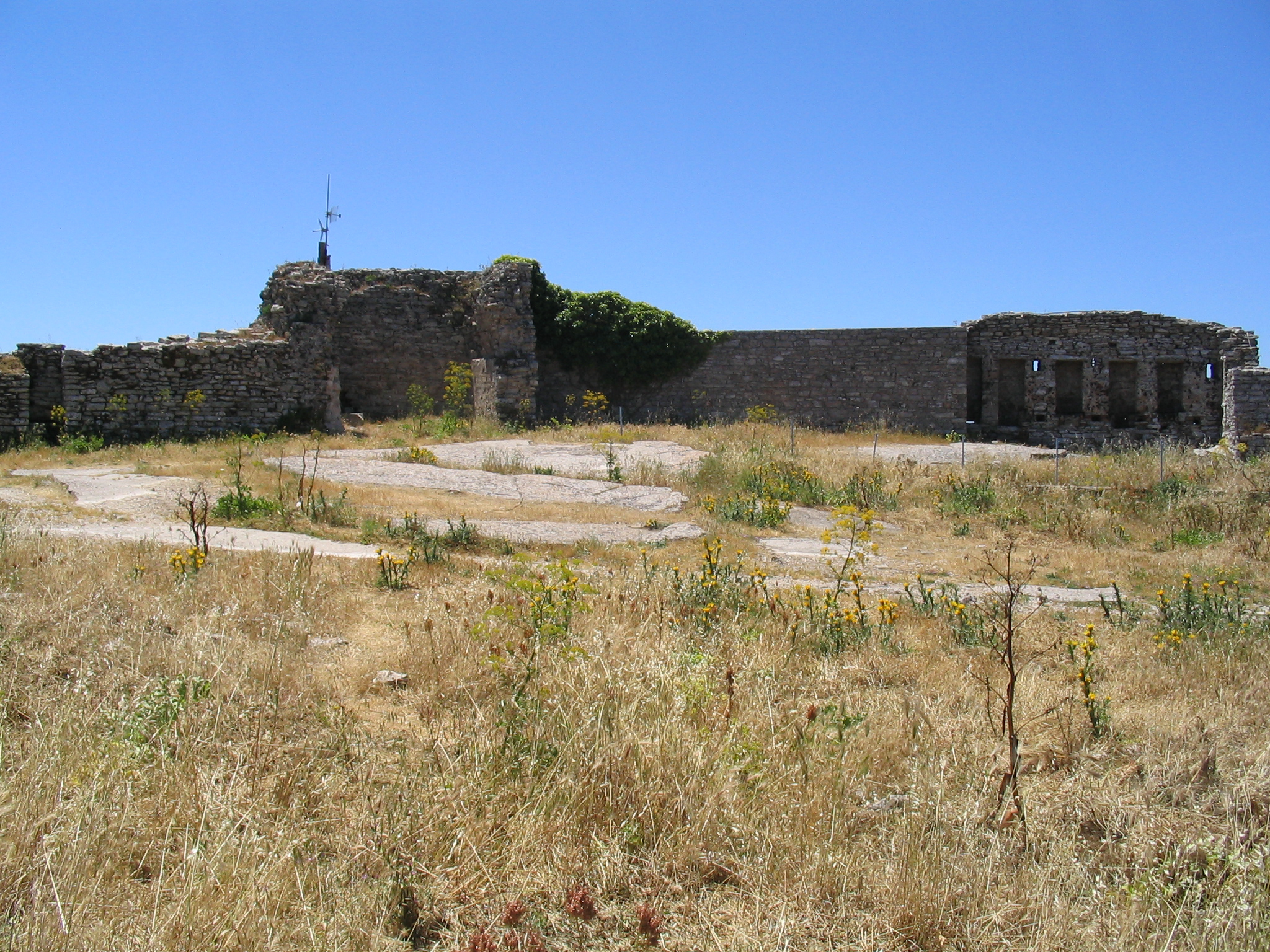
Resti del castello di Venere, costruito sulle rovine del tempio di Venere Ericina

Il tempio di Venere Ericina, la cui storia inizia nel 1300 a.C. e termina nel 54 d.C., periodo in cui venne dedicato a vari culti di Venere Ericina, sorgeva sul monte Erice presso la città di Eryx. Sulle rovine del tempio fu eretto il Castello di Venere.

## Culto
A Eryx nell'antichissimo santuario, il culto della divinità femminile della fecondità assunse, con il passare dei secoli e dei popoli, nomi diversi. Prima il culto fenicio della dea Astarte, adorata dagli Elimi. Diodoro Siculo scrisse che Erice, figlio di Bute e di Afrodite stessa, aveva eretto il tempio dedicato alla propria madre e fondato la città. Poi narra l'arrivo di Liparo, figlio di Ausonio, alle Isole Eolie (V, 6,7), aggiungendo che i Sicani "abitavano le alte vette dei monti e adoravano Venere Ericina". Fu saccheggiato da Amilcare Barca.
Il culto fu così trasformato dai Romani in Venere Ericina, che riedificarono il tempio, in quello di Venere. Aveva una natura per molti versi oscura che comprendeva l’allevamento delle colombe e la prostituzione sacra, all’interno del tempio.
Per l'archeologo Giuseppe Cultrera, che effettuò degli scavi, il tempietto doveva essere un edificio tetrastile, orientato da nord-est a sud-ovest di piccole dimensioni. Biagio Pace ipotizzò invece che il tempio fosse una costruzione a pianta rotonda, come il tempio romano di Porta Collina eretto nel II secolo a.C., e secondo Strabone copia del tempio di Erice, dedicato alla madre di Enea, circondato da un pregevole porticato.

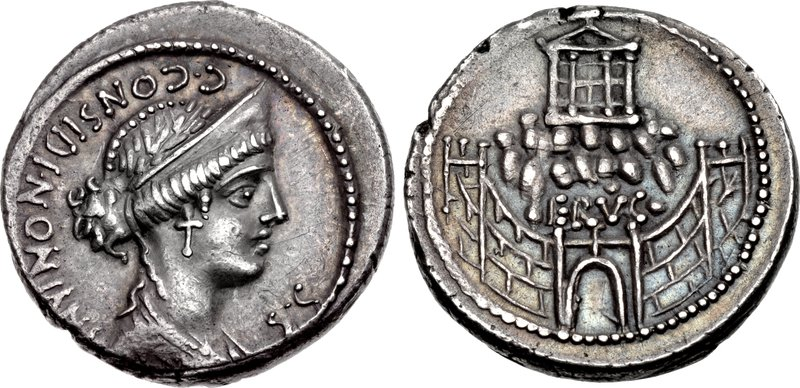
Moneta romana con testa laureata e busto con drappeggio di Venere Ericina, da un lato, e il tempio sul monte Erice dall'altro

## Storia
Il tempio di Venere Ericina è stato generalmente collegato alla leggenda popolare degli insediamenti Troiani in questa parte della Sicilia; questa ipotesi può essere collegata a queste tradizioni, che farebbero riferimento al fatto d'essere un'antica sede del culto pelasgico, piuttosto che di origine fenicia, come supposto da molti scrittori. Anche quegli autori che lo rappresentano come fondata prima del tempo di Enea riferiscono che venne visitato dall'eroe adornato con splendide offerte. È certo che il santuario fu considerato con pari importanza dai Fenici, Cartaginesi, Greci e Romani.
Già ai tempi della spedizione ateniese in Sicilia (415 a.C.), conosciamo da Tucidide che era ricco di vasi e altre offerte d'oro e d'argento, con cui i segestani illusero gli inviati ateniesi della loro ricchezza. I Cartaginesi sembrano aver individuato la Venere Ericina con la dea fenicia Astarte, e, quindi, ne hanno avuto molta riverenza; mentre i romani hanno tributato onori straordinari sia alla dea che al suo tempio, a causa della loro presunta connessione con Enea. Furono, infatti, in grado di impedire ai loro mercenari galli di saccheggiare il tempio al momento della sua cattura da parte di Giunio; ma questa sembra essere l'unica occasione in cui ha sofferto, e le sue perdite furono rapidamente riparate, mentre Diodoro che ne parla come di una condizione fiorente e ricca. I magistrati romani nominati al governo della Sicilia non mancavano mai di fare una visita d'onore a questo celebre santuario; un corpo di truppe è stato nominato come guardia d'onore per vegliare su di esso, e a diciassette delle principali città della Sicilia fu comandato loro di pagare una somma annua in oro per il suo ornamento. Nonostante questo, il decadimento della città, e il declino delle condizioni di questa parte della Sicilia, sembra aver causato al tempio una certa trascuratezza: da qui 25 Segestani lavorarono sotto Tiberio per il suo restauro, che l'imperatore, secondo Tacito, prontamente promise di intraprendere, ma che non diede vigore, lasciando a Claudio l'esecuzione in un secondo periodo. Questa è l'ultima menzione che si verifica nella storia e il periodo di decadimento finale o la distruzione è sconosciuta.